# Grammoechus
Grammoechus is een kevergeslacht uit de familie van de boktorren (Cerambycidae). De wetenschappelijke naam van het geslacht werd voor het eerst geldig gepubliceerd in 1864 door Thomson.

## Soorten
Grammoechus omvat de volgende soorten:
- Grammoechus albosparsus Breuning, 1947
- Grammoechus assamensis (Breuning, 1935)
- Grammoechus ligatus (Pascoe, 1868)
- Grammoechus spilotus (Gahan, 1906)
- Grammoechus triangulifer (Ritsema, 1908)
- Grammoechus atomarius (Pascoe, 1866)
- Grammoechus bipartitus (Ritsema, 1890)
- Grammoechus calamophilus Hüdepohl, 1999
- Grammoechus cribripennis (Breuning, 1936)
- Grammoechus javanicus Breuning, 1938
- Grammoechus leucosticticus (Breuning, 1936)
- Grammoechus ochreovariegatus Breuning, 1958
- Grammoechus polygrammus Thomson, 1864
- Grammoechus seriatus Holzschuh, 2003
- Grammoechus strenuus (Thomson, 1864)
- Grammoechus tagax Holzschuh, 2003